# Новітні релігійні рухи

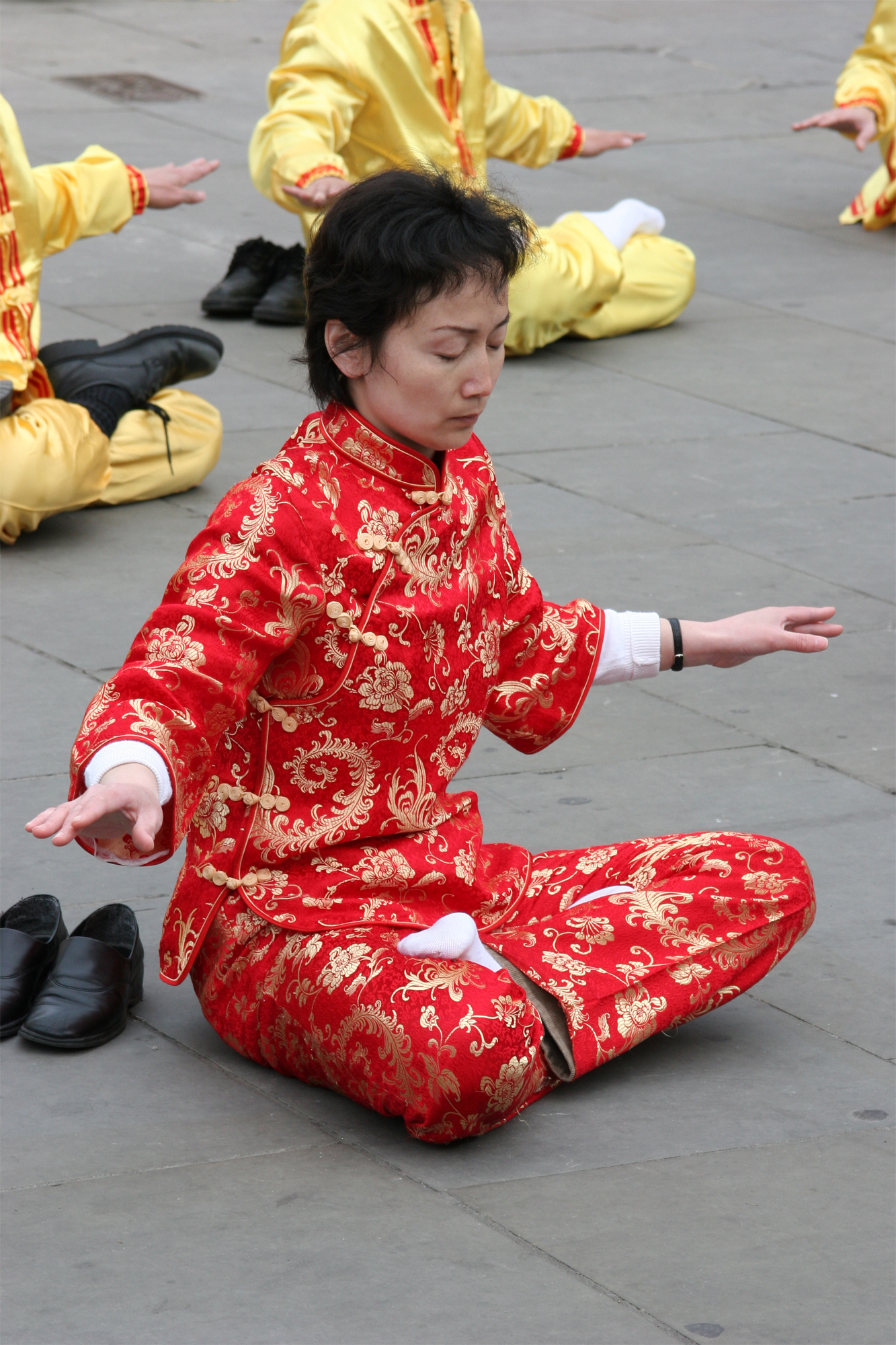
Медитація послідовників китайського НРР Фалунь-гун

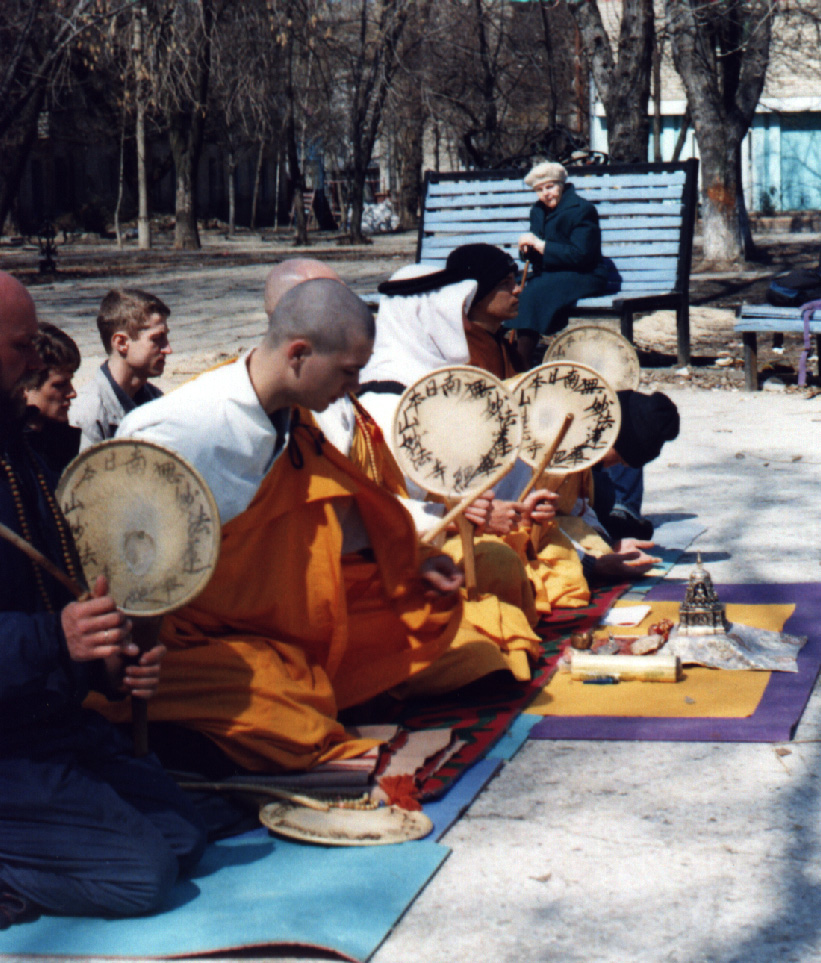
Громада Мехасангха Ніппондзан Мьоходзі

Новітні релігійні рухи (НРР, неорелігія, новітні релігійні течії) — релігійні течії, чиє віровчення та організаційні структури виникли у другій половині XIX— XXI століття.

## Виникнення і поширення НРР
Справжній вибух НРР спостерігався у другій половині XX століття. Єдиної точки зору щодо того, який релігійний рух називати новітнім немає. Одні дослідники пропонують вважати НРР ті рухи, які зародилися у 1960-ті—1970-ті роки, другі— у 1940-ві—1950-ті роки. Нарешті, треті наполягають віднести до неорелігій течії, які з'явилися за останні 150—200 років.
Зростанню НРР сприяє загальна орієнтаційна криза західної цивілізації, криза традиційних інститутів, синтез західних і східних духовних традицій, втома від раціональності й утилітаризму, незадоволеність відповідями на животрепетні питання, отриманими у традиційних суспільних рамках.
НРР поширені по світу неоднаково. Деякі з них не виходять за межі ареалу виникнення, як, наприклад, різні незалежні, месіанські, хіліастичні, синкретичні церкви Південної Африки, Латинської Америки, Океанії. Більшість з них називає себе християнськими. Хоча через те, що в їхньому віровченні й обрядах багато запозичених елементів з тубільних культів, вони радше належать до традиційних вірувань, ніж до християнства.
Інші НРР не визнають державних кордонів і поширюють свої віровчення по всіх континентах і, відтак, перетворюються на новітні світові релігії.

## Основні види НРР
Існують різні види класифікації НРР. Найпоширенішим є поділ новітніх релігійних рухів на:
- неохристиянство;
- орієнталістські релігійні рухи;
- синкретичні релігійні рухи;
- неоязичництво.

До НРР можна також додати саєнтологічні (Церква саєнтології Л. Рон Хаббарда). Неохристиянство — релігійні течії, які виникають у рамках християнської традиції.
До неохристиянських течій з певними зауваженнями можна віднести Церкву Ісуса Христа Святих останніх днів (The Church of Jesus Christ of Latter-day Saints), відому як церкву мормонів. Найбільш динамічно у світі розвиваються харизматичні церкви. Харизматичний (від грец. Божа благодать) рух виник у 1906 році у Лос-Анджелесі (США). Також до неохристиян можна віднести Церкву об'єднання засновану Мун Сон Мьоном.
До орієнталістського (від лат. східний) напряму належать нові індуїстські та буддистські рухи, які виникли в рамках релігійних систем Сходу. Для цих течій характерно запозичення положень з різних релігій. Буддистське або індуське вчення поєднується з елементами даосизму, конфуціанства, синтоїзму тощо.
В основі синкретичних рухів лежать еклектично поєднані елементи західних і східних релігійних систем. Прихильники деяких з цих течій визнають основні релігії світу лише як різні шляхи до одного Бога, але тільки свою релігію вважають найбільш істинною, здатною подолати конфесійні розбіжності й об'єднати всі релігійні традиції.
Термін неоязичництво об'єднує різні групи новітніх релігійних рухів, котрі, як правило, постають у наслідок спроб відродити первісні вірування перед християнської доби і сакралізувати за їхньою допомогою національну ідею.
Новий язичницький рух виник як реакція на модерні суспільні процеси, руйнування етнічної культури.

## НРР в Україні
У першій половині 1990-х років в Україні склався надзвичайно сприятливий клімат для поширення новітніх релігійних рухів. Серед головних причин цього процесу слід назвати соціально-економічну і політичну нестабільність; значну відірваність людей від церковних традицій; ослабленість історичних церков та їхніх місіонерських структур; потужний фінансовий тиск закордонних релігійних місій; брак високих ідеалів. Окрім того, НРР постають на хвилі протесту проти традиційних цінностей і пов'язані з молодіжною субкультурою. Часто до новітніх релігійних рухів прилучається юнацтво, яке розчарувалося в інших формах бунту. Привабливою рисою НРР для деяких богошукачів є їхня екзотичність.
Ідея поєднання Сходу і Заходу упала в Україні на добрий ґрунт, оскільки її розташування на межі різних цивілізацій спричинило формування у нашого народу світоглядного плюралізму, терпимого ставлення до інакомислення.
В Україні харизматизм з'явився на рубежі 1980-х —1990-х роках і тісно пов'язаний з іншими протестантськими напрямами, переважно з п'ятидесятництвом. Нині в Україні нараховується понад однієї тисячі громад харизматичних течій. Найбільше з них належать до Церкви повного Євангелія. Переважна більшість харизматів складає молодь віком до 30 років.
З кінця 1980-х рр. орієнталістські рухи починають проникати до України. На населення країни вони не справили значного впливу і складають сьогодні незначну частку від загальної кількості релігійних громад.
Серед усіх східних течій в Україні найпомітнішим є Міжнародне Товариство Свідомості Крішни (ISKCON), відоме також під назвою рух «Харе Крішна».
В Україні представлено небагато нетрадиційних для нашої країни і новітніх релігійних рухів. Утім чисельність їх прихильників незначна.